# Poésie arabo-andalouse
La poésie arabo-andalouse est l'ensemble des poèmes composés par les écrivians d'Al-Andalus du Xe au XIIIe siècle. Une anthologie intitulée Poemas arabigoandaluces de l'arabiste espagnol Emilio García Gómez confectionnée en 1930 présente quelque 70 de ces poèmes. L'anthologie (2009) de Brigitte Foulon et Emmanuelle Tixier du Mesnil est désormais la référence francophone.

## Poètes(esses)
Les principales personnalités écrivant des poèmes en Al-Andalus comprennent des rois, vizirs, princes, califes et gouvernants de tout type ; des docteurs, et autres connus simplement comme des poètes ou érudits. Ce sont entre autres Wallada bint al-Mustakfi, Ibn Saïd, l'abadí Al Mutamid ibn Abbad de Séville, Ibn Ammar de Silves, Abd al-Rahman V de Cordoue, Ibn Abd Rabbih, Ibn Zeydoun, Al Ramadi ou Ibn Hazm de Cordoue.

## Thématiques et esthétiques
Plusieurs poèmes sont homoérotiques au sein de la poésie arabo-andalouse traduite en espagnol au début du XXe siècle, ce qui provoque un scandale sous la Seconde République espagnole.

## Anthologie
Lors d'un voyage au Caire en 1928, Emilio García Gómez, lors de sa rencontre avec l'hispaniste Ahmad Zaki Pasha a accès au manuscrit arabe d'Ibn Saïd, dont le titre est Kitāb rāetāt au-mubarrizīn wa-gāetāt au-mumayyizīn (Le livre des drapeaux, des champions et des étendards des Sélects), écrit en 1243 et qui regroupe des poèmes des poètes arabo-andalous du Xe siècle jusqu'au XIIIe siècle. Alors qu'il travaille à la traduction complète de l'œuvre d'Ibn Saïd de l'arabe à l'espagnol, García Gómez publie en 1928 quelques-uns des poèmes qui s'y trouvent et qu'il traduit dans un article de la Revista de Occidente.  En 1930, il publie Poemas arabigoandaluces (Poèmes arabo-andalous), qui regroupe plusieurs des poèmes contenus dans la compilation d'Ibn Saïd, de même que des poèmes d'auteurs portugais et quelques-uns d'Afrique du Nord. Aux trois groupes de poèmes « Poètes de l'Occident, du Centre et de l'Orient d'Al-Ándalus », s'ajoutent un prologue, une note et une annexe. Cette anthologie est rééditée à neuf reprises et traduite en anglais et en italien, et éditée en arabe avec le prologue traduit de l'espagnol précédant les poèmes arabes originaux.

## Influences sur la littérature
L'anthologie de Gomez est une source d'inspiration pour les poètes de la Génération de 27 en raison de son attention aux métaphores et de son caractère à la fois ancien et nouveau. Elle influence entre autres les œuvres de Rafael Alberti et de Federico García Lorca ainsi que celles de Samuel G. Armistead et Dámaso Alonso.